# Дела милосердия (картина Робинсона)
«Дела милосердия» (в других вариантах перевода: «Акты милосердия», «Деяния милосердия»; англ. «Acts of Mercy») — полиптих британского художника Фредерика Кейли Робинсона (1862—1927), картины, входящие в него, созданы между 1915 и 1920 годами.

## История создания и судьба полиптиха
В 1910-х годах Фредерик Кейли Робинсон достиг вершины своей известности. В 1914 году он переехал в Lansdowne House вблизи Холланд-парка, престижный комплекс студий, построенный Эдмундом Дэвисом, где уже к тому времени разместились студии таких известных в то время художников, как Чарльз Риккетс и Чарльз Шеннон. Он жил там с 1914 года до самой своей смерти. В этом же году он был назначен профессором композиции и декора в Школе искусств Глазго, что требовало его пребывания в Шотландии несколько месяцев каждый год. В том же 1914 году (по другим данным — в 1912 году) Кейли Робинсон выиграл конкурс на создание монументальной работы «Прибытие Святого Патрика в Ирландию». Он был избран членом Королевском обществе акварелистов в 1919 году и ассоциированным членом Королевской академии художеств в 1921 году, он был также к этому времени членом New English Art Club. Он выставлял свои работы в это время в Королевской академии, Королевском обществе британских художников, Королевском обществе акварелистов, New English Art Club, Институте изобразительных искусств Глазго и в других престижных галереях.
«Дела милосердия» являются самой известной работой Фредерика Кейли Робинсона. Это — четыре огромные картины, выполненные маслом по холсту, объединённые темой религиозной благотворительности, созданные для приёмного покоя Мидлсексской больницы в Лондоне. Заказаны они были художнику в 1910 году (по другим данным в 1912 году), а выполнены — между 1915 и 1920 годами. Первоначально картины находились в приёмном покое Мидлсексской больницы на Мортимер-стрит в районе Фицровия в центральной части Лондоне. После реконструкции больницы в начале 30-х годов они заняли это же самое место в 1935 году, картины находились здесь к 2007 году, когда было принято решение разрушить устаревшее здание. Они оказались под угрозой быть проданы за границу через аукцион, так как в правлении лечебного учреждения возобладало мнение, что они не будут гармонировать с современным стилем новой больницы университетского колледжа, который слился с Мидлсексской больницей. Картины принадлежали больнице до тех пор, пока больница не была снесена в 2008 году, а картины не были приобретены Wellcome Library в Лондоне (библиотека, владеющая 750 тысяч книг и журналов), которая входит в состав Wellcome Collection, лондонского музея, коллекция которого демонстрирует связь между медициной, жизнью и искусством. В январе 2009 года Wellcome Library приобрела этот полиптих за £ 235 000. Две из них (диптих «Сироты») были размещены в постоянной экспозиции в Wellcome Library, а две другие (диптих «Доктор») стали доступны для просмотра по предварительной записи в хранилище библиотеки. Ныне эти две картины предоставлены на временной основе UCH Macmillan Cancer Centre, который является правопреемником Мидлсексской больницы.
Каждый холст полиптиха имеет размер 300 на 480 сантиметров, техника — масляная живопись на холсте. Когда больница была перестроена в 1930-х годах, то для картин были созданы специальные ниши в помещении приёмного покоя, где они находились. Картины не были в своё время должным образом документированы, сфотографированы, или изданы в качестве репродукций. Они долгое время не вызывали интереса специалистов и воспринимались только как часть интерьера помещения больницы, в котором пребывали.
Статья Эрики Ленгмюр в сентябрьском выпуске «The Burlington Magazine» 2014 года предполагает, что полиптих Кейли Робинсона, вероятно, повлиял на цикл картин Стэнли Спенсера на эту же тему в мемориальной часовне Сэндхем в Бургклере, в Гэмпшире. Спенсер работал над этими картинами между 1926 и 1932 годами.
В 2010 году Лондонская национальная галерея представила на персональной выставке художника в Sunley Room шесть работ Кейли Робинсона, в том числе четыре панели из Мидлсексской больницы. Выставка проходила с 14 июля по 17 октября и широко освещалась в средствах массовой информации.

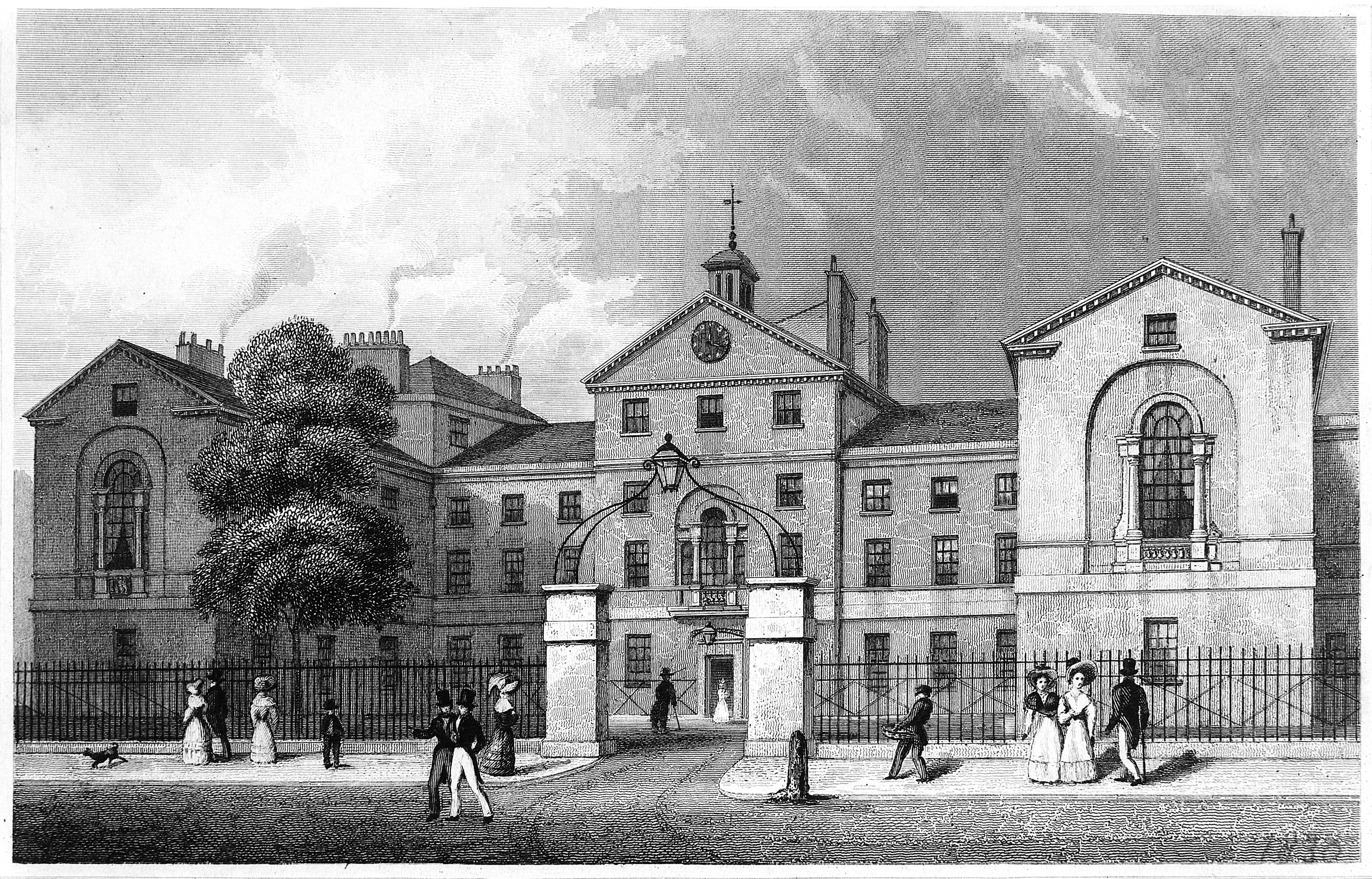
Мидлсексская больница до реконструкции в начале 30-х годов XX века
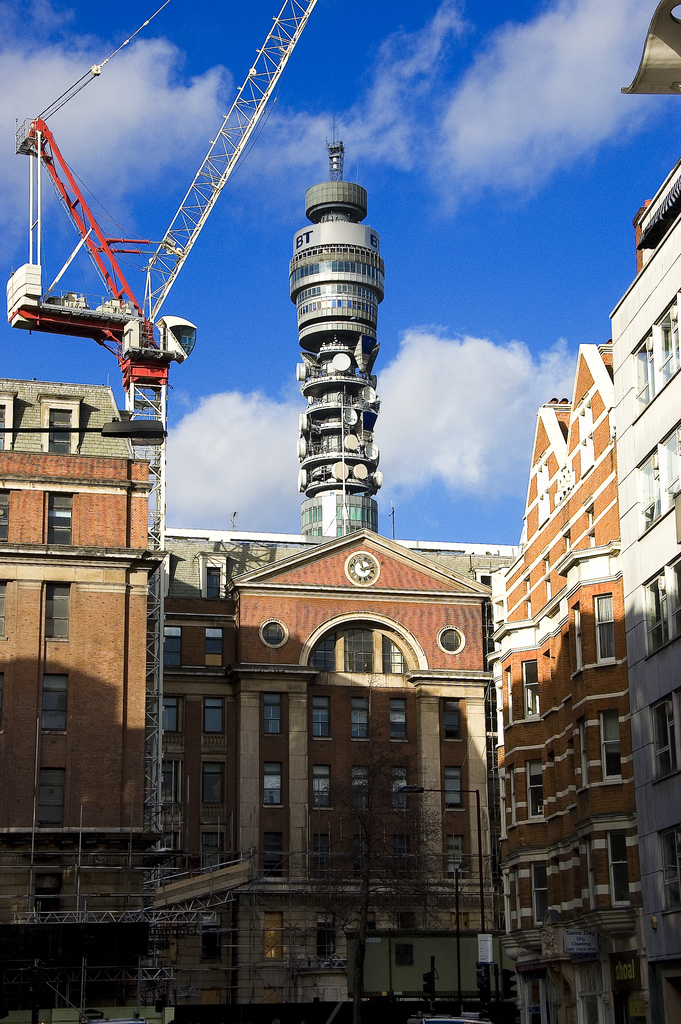
Мидлсексская больница после реконструкции в начале 30-х годов, в 2007 году, незадолго до сноса здания
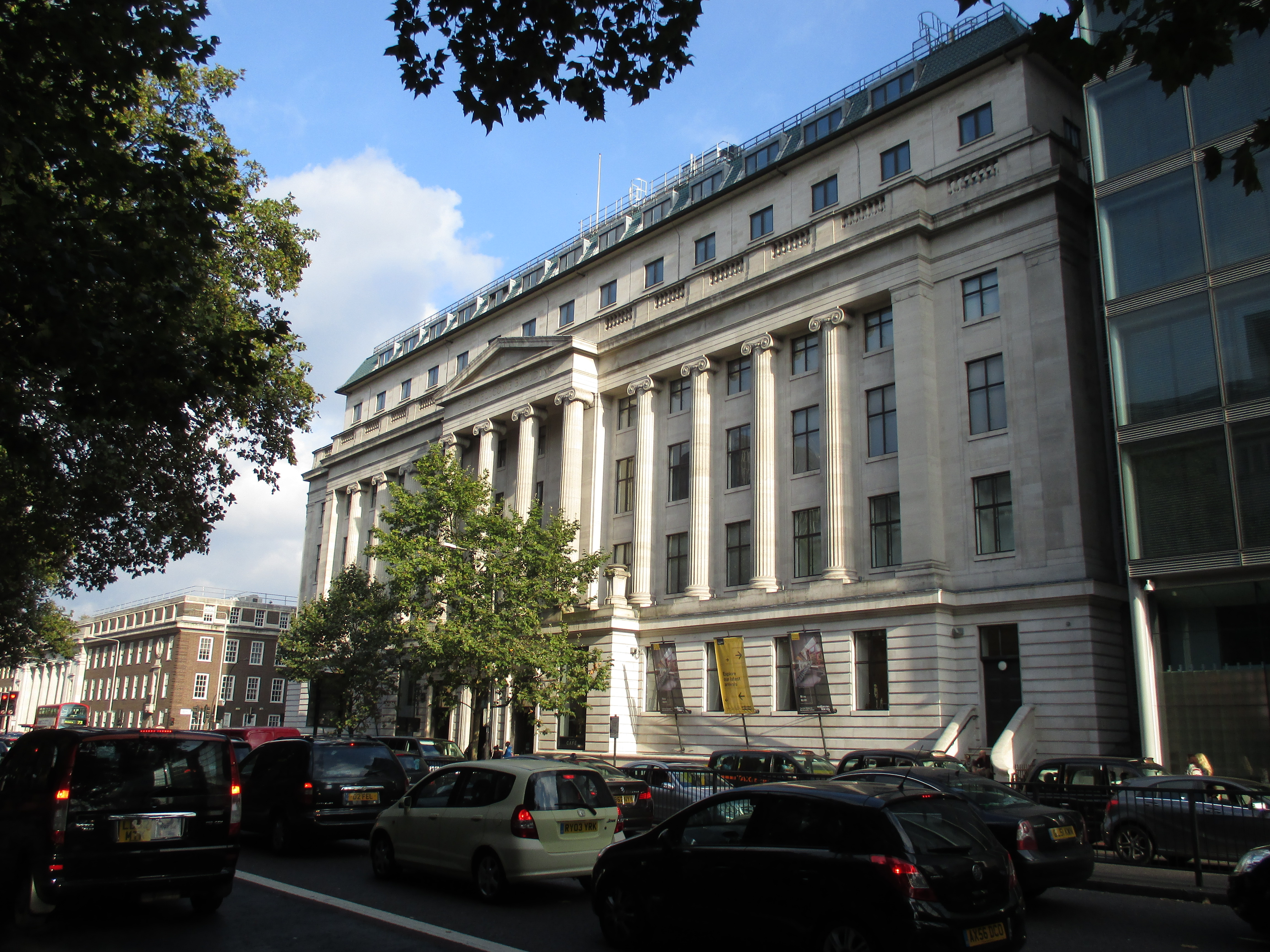
Wellcome Library, где хранится цикл

## Сюжет произведения

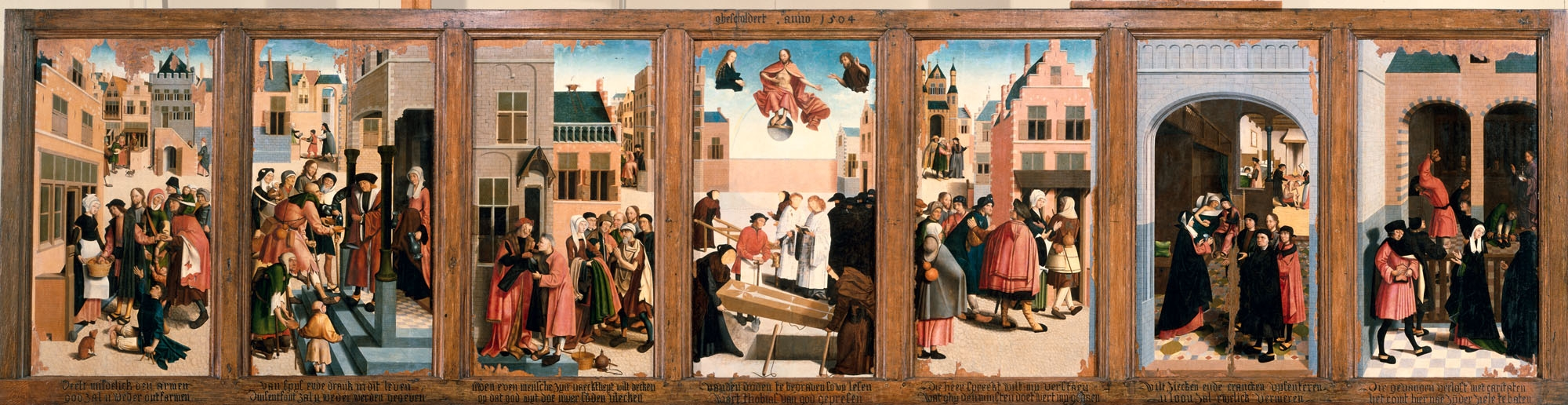
Семь дел милосердия., 1504

Семь деяний милосердия — христианская традиция, восходящая к Библии. К «духовным» делам милосердия традиционно причисляют: научить незнающего, наставить сомневающегося, увещевать грешника, простить обидевшего, не воздавать злом злому, утешить страждущего, молиться о ближнем. В католицизме, хотя духовные деяния — обязанность верующих, в отдельных случаях сам человек может не обладать качествами, необходимыми для выполнения четырёх из семи духовных дел милосердия, а именно: обучение незнающих, советы сомневающимся, увещевание грешников и утешение печальных. Остальные же три деяния — прощение обид, отказ от воздаяния за зло, молитвы за ближних — обязательны для всех верующих.
В соответствии с Евангелием католическая церковь перечисляет шесть «телесных» деяний милосердия, которые касаются удовлетворения материальных потребностей других людей: накормить голодного, напоить жаждущего, дать приют страннику, одеть нагого, посетить больного, посетить заключённого в темницу. Седьмое дело милосердия — захоронение мёртвых, оно было введено одним из Отцов Церкви, Лактанцием, с опорой на книгу Товита (Товит, 1:17-20). Выполнение их ведёт к спасению, а невыполнение — к осуждению. В Евангелии от Матфея, Глава 25, говорится:

«34 Тогда скажет Царь тем, которые по правую сторону Его: приидите, благословенные Отца Моего, наследуйте Царство, уготованное вам от создания мира: 35 ибо алкал Я, и вы дали Мне есть; жаждал, и вы напоили Меня; был странником, и вы приняли Меня; 36 был наг, и вы одели Меня; был болен, и вы посетили Меня; в темнице был, и вы пришли ко Мне. 37 Тогда праведники скажут Ему в ответ: Господи! когда мы видели Тебя алчущим, и накормили? или жаждущим, и напоили? 38 когда мы видели Тебя странником, и приняли? или нагим, и одели? 39 когда мы видели Тебя больным, или в темнице, и пришли к Тебе? 40 И Царь скажет им в ответ: истинно говорю вам: так как вы сделали это одному из сих братьев Моих меньших, то сделали Мне» — Мф. 25:34-40

## Структура полиптиха и особенности трактовки сюжета художником

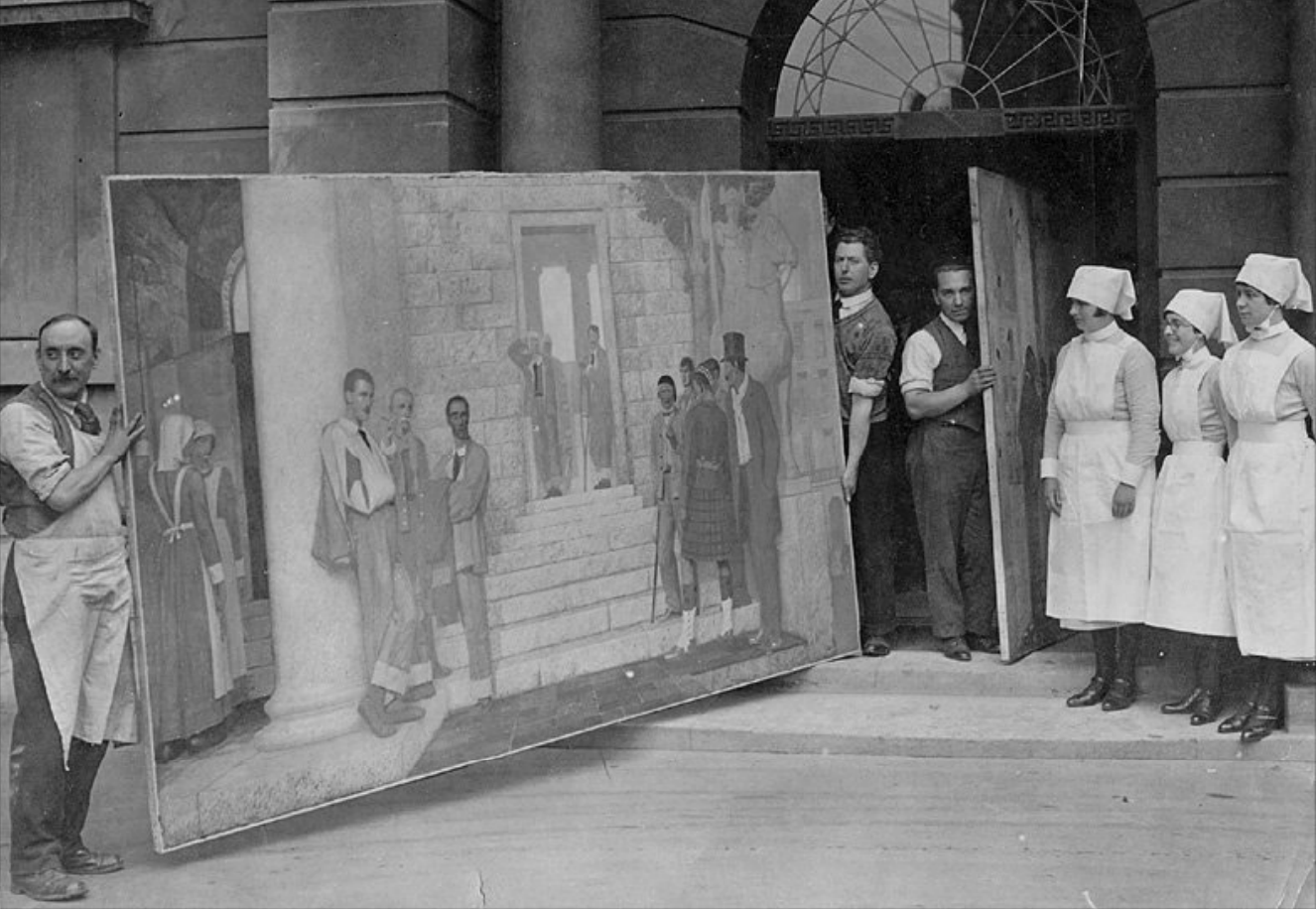
Неизвестный английский фотограф. Размещение полиптиха в больнице, 1920

Две парные панели полиптиха Фредерика Кейли Робинсона показывают сирот с грустными глазами, одинаково одетых в синие с белым одежды, шествующих в приютскую трапезную, чтобы получить чашку с молоком. Зритель может принять их ошибочно за монахинь или медсестёр. Они бесстрастно присутствуют на холсте, погружённые в себя, но одна из сирот нарушает общую тенденцию, обращая задумчивый и грустный взгляд на зрителя. Сидящая рядом с ней девочка низко склонила голову, как это делают плакальщицы на похоронах. Шествие девочек по лестнице подобно погребальной процессии, спускающейся в гробницу, которую напоминает трапезная своими массивными и голыми стенами. Левая панель напоминает искусствоведам своей композицией «Тайную вечерю» Леонардо да Винчи. Само шествие девочек по лестнице является отголоском картины Эдварда Бёрн-Джонса «Золотая лестница» (1880). На подоконнике высоко над полом расположенного окна находится бюст греческого бога сна Гипноса. По мнению искусствоведа, он может символизировать как мечты, в которые погружены сироты, так и приют как убежище, в котором они на время укрылись от соблазнов и угроз реального мира, а также избавлены от необходимости зарабатывать себе на жизнь. Вероятно, для художника было важным, что одежда сирот была практически идентична костюмам медсестёр на двух других полотнах, озаглавленных «Доктор». Исследователи считают, что действие диптиха происходит в реально существовавшем помещении так называемой «больницы для подкидышей» (англ. The Foundling Hospital), созданной в Лондоне ещё в 1739 году.
Другие две парные картины показывают больницу снаружи. На одной картине изображены раненые I мировой войны, расположившиеся на ступенях здания, вблизи колонн и мраморной статуи всадника с крылатым шлемом и копьём в руке, подобно персонажам фрески эпохи Возрождения в традиции Пьеро делла Франческа. Врач в другой картине является автопортретом художника. Он поднимает руку в жесте, подобном благословению, над ребёнком с перевязанной рукой и матерью девочки, стоящей на коленях, как будто перед светским Мессией. По предположению критика газеты «The Guardian» художник представил такое видение мира, в котором роль религии была узурпирована медициной, при этом отношение к данному факту со стороны самого Робинсона остаётся неуловимым. Изображение съёжившейся собаки в этой сцене не в пользу благочестивой трактовки сцены, как и самодовлеющее присутствие кота в середине диптиха с изображением трапезной приюта. Критик приписывает Кейли Робинсону атеистические и пацифистские убеждения и презрение к врачам, которые воспринимают себя как боги в больницах, огромных, как дворцы, но предназначенных для пациентов, одетых как осуждённые. Медсестра, стоящая рядом с благословляющим врачом, держит в руках кувшин с водой, символизируя Гигиею, дочь Асклепия, греческого бога медицины и исцеления. Гигиея была связана прежде всего с процессом предотвращения болезни и поддержания хорошего здоровья.
Солдаты на третьей картине «одеты в стандартную форму раненых в войне 1914—1918». Военные власти Великобритании обязали проходящих лечение солдат Великой войны носить в больнице и в общественных местах костюм, который стал известен в народе как «Convalescent Blues». Он напоминал неуклюжую пижаму. В костюм был включён красный галстук, запечатлённый также на полиптихе. От ношения «Convalescent Blues» могли освободить только офицеров, предоставляя им вместо этого право носить личное обмундирование, но с белой повязкой, или шёлковые пижамы, пожертвованные общественными учреждениями добровольной помощи.
«Convalescent Blues» преследовал ряд конкретных функций. Прежде всего, он был средством установления и поддержания чистоты в госпиталях, куда солдаты обычно прибывали в грязной, изношенной форме, которая требовала тщательной дезинфекции и стерилизации. Одежда также служила для повышения административной эффективности в условиях больницы. В больницах существовало строгое разделение на четыре секции, каждая из них отличалась различного цвета нарукавными повязками. Цвет зависел от состояния раненого. Костюм также служил в качестве средства поддержания дисциплины и порядка внутри и за пределами больницы. Костюм помогал властям отличить пациентов от врачей, медсестёр, санитаров и посетителей. Отсутствовали карманы, что объяснялось экономией на ткани и запретом на деньги в больнице. В больнице солдаты, как считалось, получают бесплатно питание и организованный персоналом досуг, поэтому они не нуждаются в карманах для денег. В изящно, хотя и небрежно, одетом «денди» в левом краю картины Марк Аккерман, журналист и телережиссёр, видит ещё один автопортрет самого художника (но в более молодом возрасте, чем на изображении благословляющего врача).
.

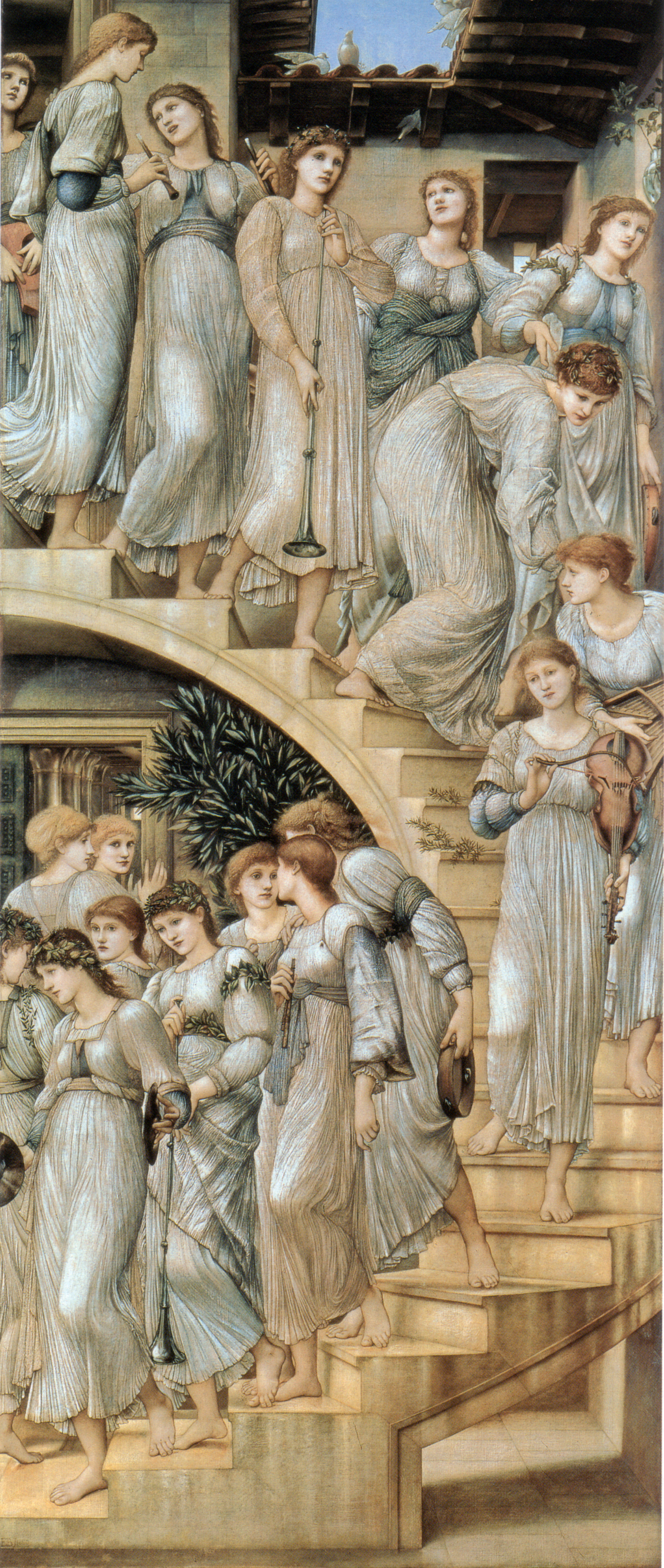
Эдвард Бёрн-Джонс. Золотая лестница (подражанием ей является сцена в левой части картины «Сироты»)
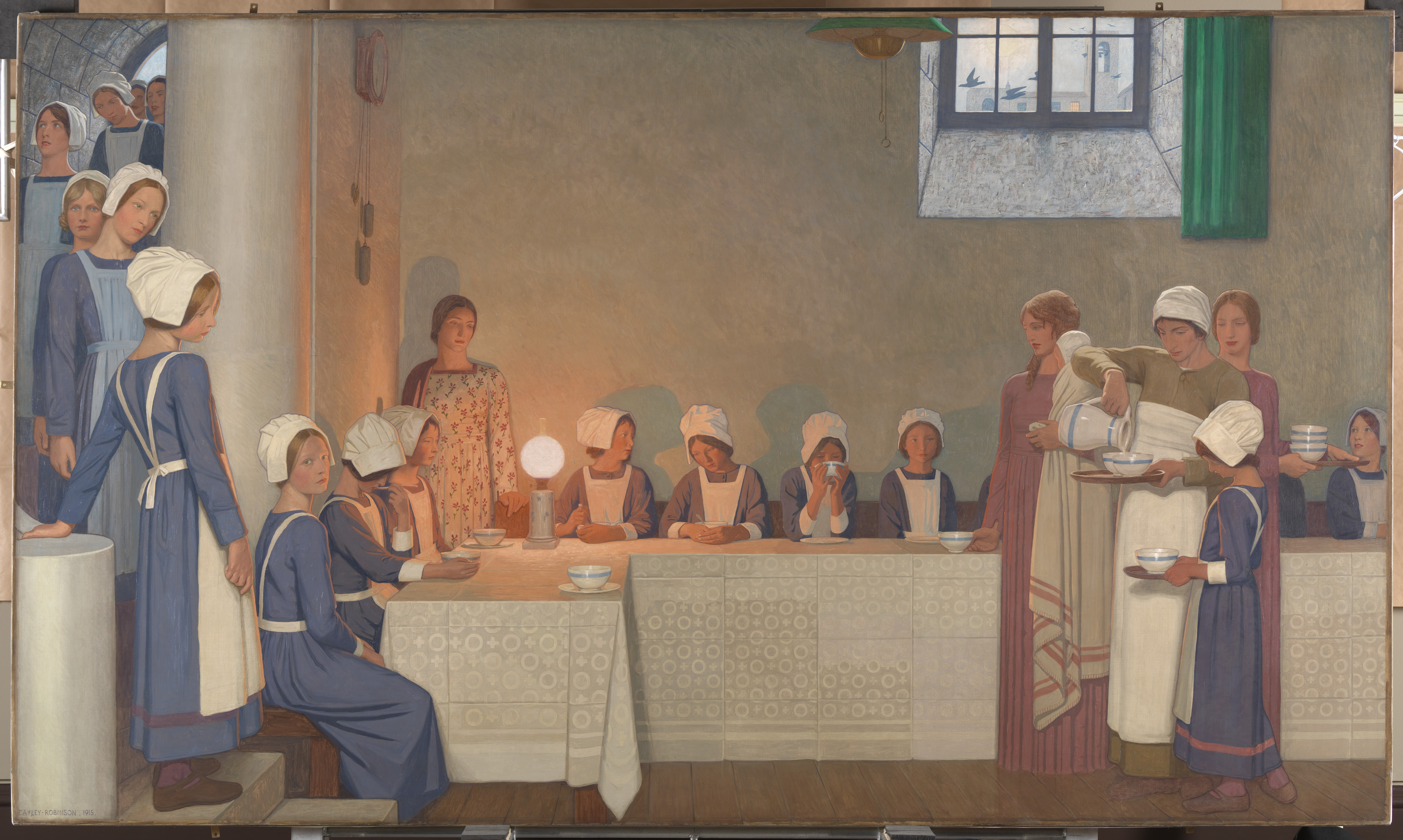
Фредерик Кейли Робинсон. Сироты. Левая часть
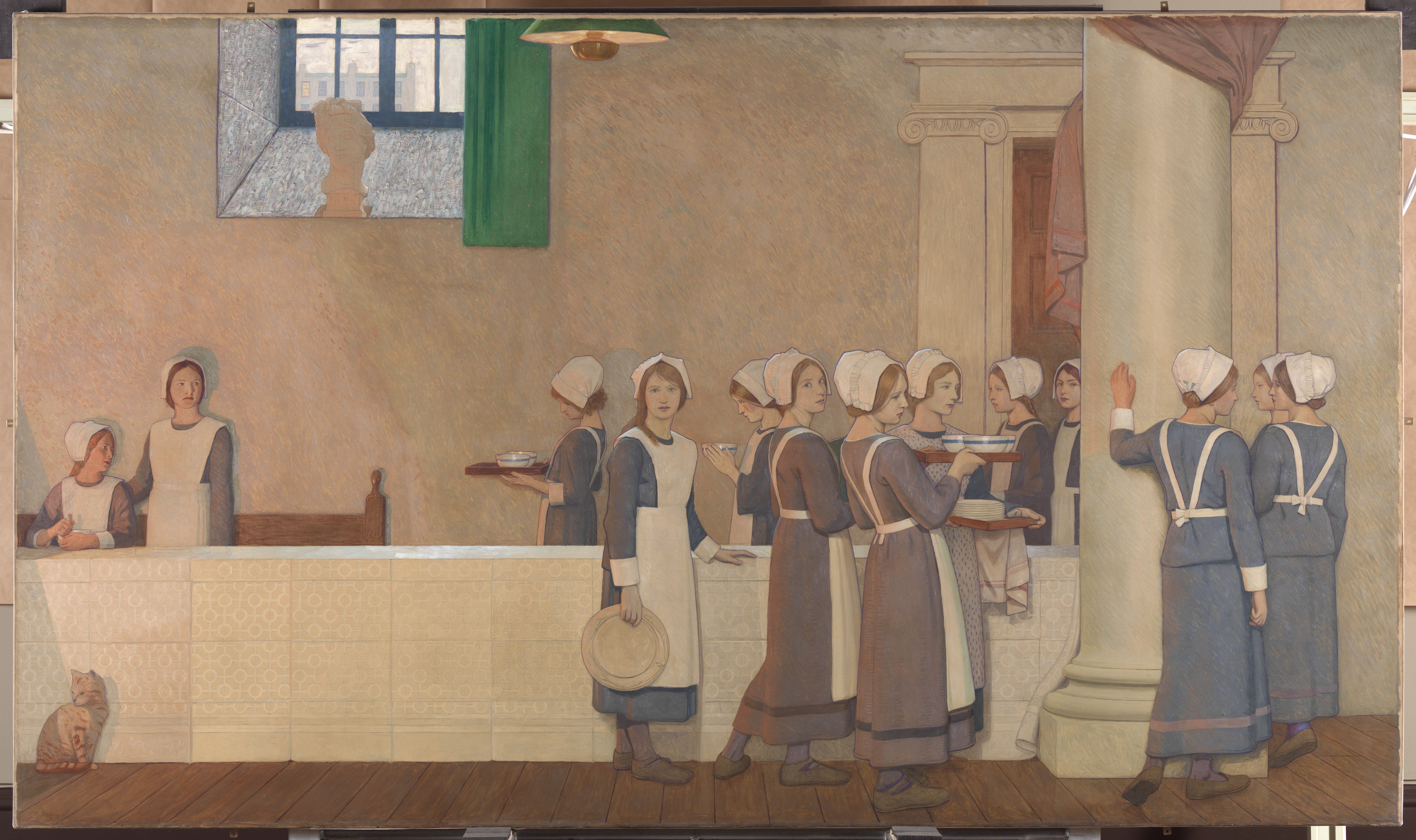
Фредерик Кейли Робинсон. Сироты. Правая часть
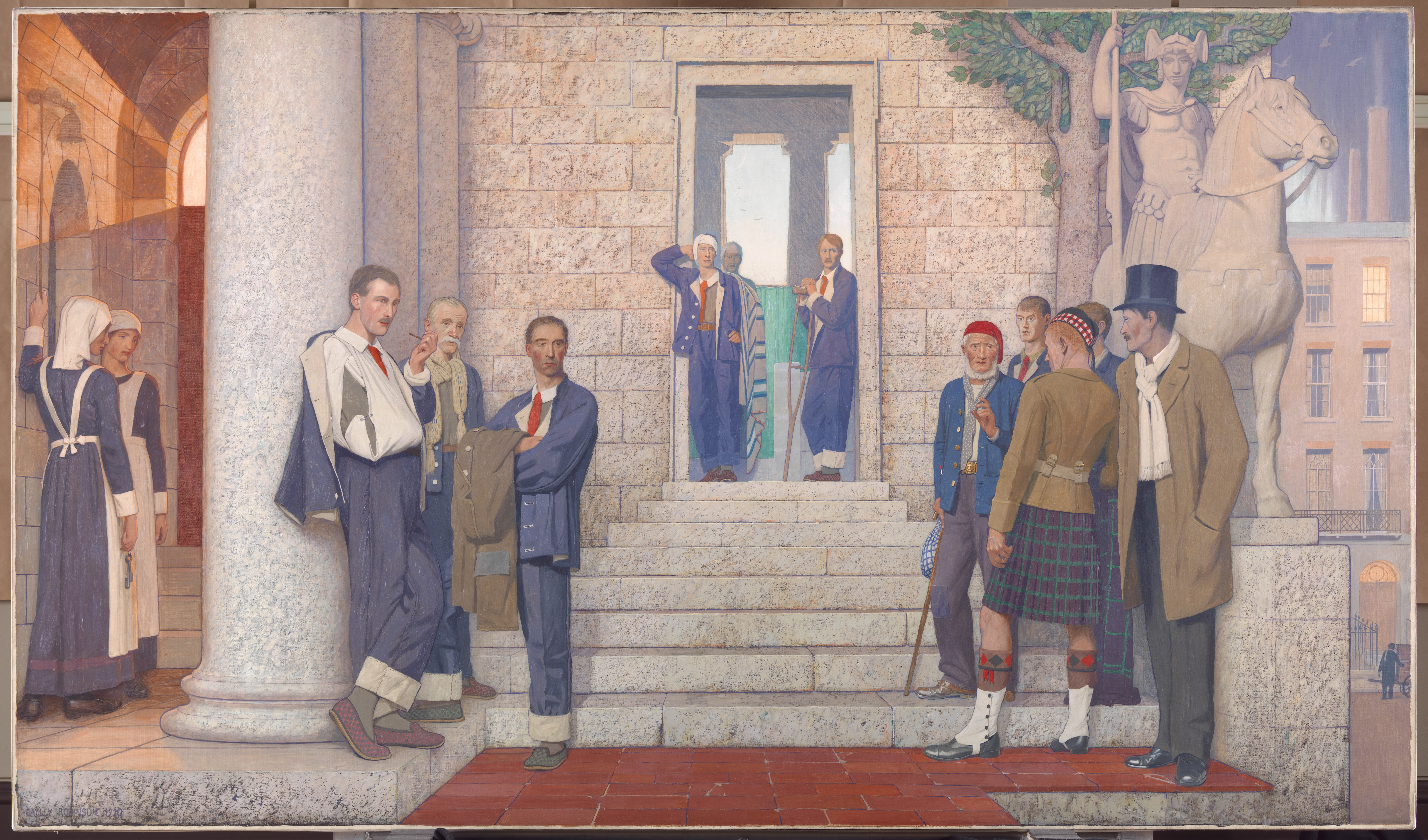
Фредерик Кейли Робинсон. Доктор. Левая часть
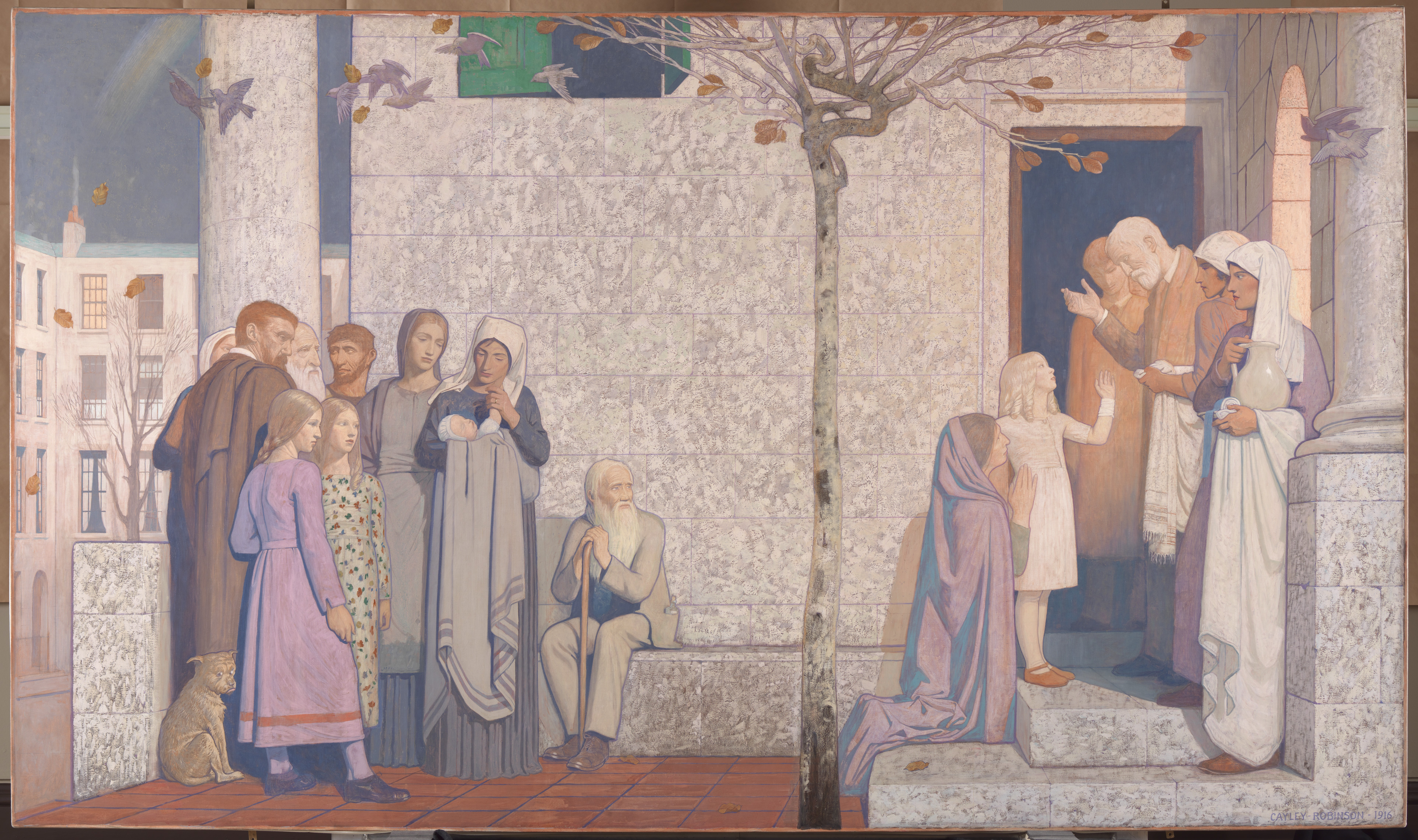
Фредерик Кейли Робинсон. Доктор. Правая часть
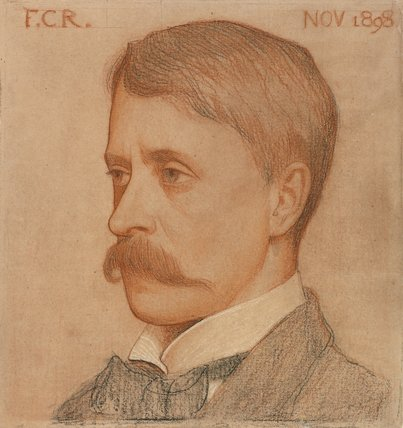
Фредерик Кейли Робинсон. Автопортрет, 1890 (прототип персонажа левой части картины «Доктор»)